# Zuid-Sardinië
Zuid-Sardinië (Italiaans: Sud Sardegna; Sardijns: Sud Sardigna) is sinds 4 februari 2016 een provincie van de Italiaanse autonome regio Sardinië. De provincie is ontstaan uit de voormalige provincies Carbonia-Iglesias en Medio Campidano en een groot deel van de provincie Cagliari (met uitzondering van de 17 gemeenten die de metropolitane stad Cagliari hebben gevormd. Daarnaast zijn de gemeenten Genoni (voormalige provincie Oristano) en Seui (voormalige provincie Ogliastra) aan de nieuwe provincie toegevoegd. De hoofdstad van de regio is voorlopig Carbonia. 
De provincie telde op 31 juli 2017 in totaal 354.544 inwoners en grenst aan de provincies Nuoro en Oristano in het noorden en de metropolitane stad Cagliari in het zuiden. De provincie bevat een groot deel van de geografische regio's Campidano, Sarrabus-Gerrei, Trexenta en Sulcis-Iglesiente. De officiële hoofdstad zal worden bepaald door de eerste provinciale raad, evenals het statuut van oprichting.